# Nacka (stacja kolejowa)
Nacka (szwedzki: Nacka station) – stacja kolejowa w Gminie Nacka, w regionie Sztokholm, w Szwecji. Stacja znajduje się na Saltsjöbanan, 3,9 km od dworca Slussen. 
Została otwarta 1 kwietnia 1894, ale nazwana została Sickla. W dniu 15 maja 1898 posiada swoją obecną nazwę. W 1910 zbudowano linię do fabryki Atlas Copco. W 1913 wzniesiono magazyny towarowe. W tym samym roku zbudowano drugi tor pomiędzy Nacka i Saltsjö-Järla.
Oryginalny budynek dworca nadal istnieje. Obok stacji znajduje się centrum handlowe Sickla.

## Linie kolejowe
- Saltsjöbanan